# Abriegelung aus der Luft
Als Abriegelung aus der Luft (englisch Air Interdiction, AI) werden Luftkriegsoperationen bezeichnet, die mit der Zielsetzung durchgeführt werden, militärisches Potential eines Gegners abzulenken, zu behindern, zu verzögern, in der Wirkung herabzusetzen oder zu zerstören, bevor es effektiv zur Wirkung gelangen kann. Diese Operationen erfolgen in einer solchen Entfernung zu eigenen Kräften, dass eine detaillierte  Einbindung  jeder einzelnen Luftkriegsmission in Feuer und Bewegung eigener Kräfte nicht erforderlich ist.
Sofern eine unmittelbare, enge Koordination mit Feuer und Bewegung der eigenen Streitkräfte am Boden erforderlich ist, kommen die Verfahren für Luftnahunterstützung zur Anwendung. Dennoch ist Abriegelung aus der Luft keine völlig unabhängige Operationsart der Luftstreitkräfte.
Der Auftrag für ein Kampfflugzeug wird dabei als Sortie bezeichnet. Dabei kann ein Kampfflugzeug an einem Tag mehrmals nach Betankung und Neubewaffnung als Sortie eingesetzt werden. Der Einsatz mehrerer Sorties mit gleicher Zielsetzung ist eine Mission. Die Beauftragung erfolgt über die Air Tasking Order.
Für AI können nicht nur bemannte Luftfahrzeuge eingesetzt werden, sondern z. B. auch Marschflugkörper.
Ziele von Abriegelung aus der Luft sind z. B.:
- Truppenansammlungen
- Instandsetzungseinrichtungen
- Nachschubeinrichtungen
- Transportmittel
- Transportwege (Straßen, Eisenbahninfrastruktur, Häfen usw.)
- Knotenpunkte und Engstellen (Brücken, Fähren usw.)
- Führungseinrichtungen
- Kommunikationseinrichtungen
- Energieversorgung

## Historie
Die in Zeiten des Kalten Krieges gebräuchliche Unterscheidung zwischen Abriegelung aus der Luft jenseits der Koordinierungslinie für Unterstützungsfeuer (FSCL) und Gefechtsfeldabriegelung (Battlefield Air Interdiction – BAI) wurde Ende der 1990er Jahre aufgegeben. Zuvor war es nicht auszuschließen, dass die Luftfahrzeuge im Tiefflug Feindziele angriffen und dabei in die Flugbahn von Artilleriegeschossen einflogen. Ein weiterer Auslöser für die Änderung war ein erhöhtes Potential für die Gefährdung eigener Kräfte am Boden in post-cold-war-Szenarien, bedingt durch z. B. einen nicht linearen Verlauf der FLOT oder dadurch, dass heute eigene Kräfte, z. B. Spezialkräfte auch weit jenseits der FLOT im Einsatz sein können. Einziges Kriterium zur Kategorisierung ist daher heute das erforderliche Maß an Koordination mit den Kräften am Boden.